# Acadèmia Valenciana de la Llengua
L'Acadèmia Valenciana de la Llengua, també coneguda per les seues sigles AVL, és la institució de caràcter públic de la Generalitat Valenciana, fundada en 2001, que té per funció determinar i elaborar, si és el cas, la normativa lingüística del valencià. Com a tal, és responsable d'elaborar el Diccionari normatiu valencià, entre altres tasques.
Fins a noves instal·lacions, està ubicada en el monestir de Sant Miquel dels Reis, seu també de la Biblioteca Valenciana, situat en el barri valencià dels Orriols, encara que pot tindre altres seus territorials o celebrar sessions en qualsevol municipi del País Valencià.

## Història i objectius
Va ser creada per la Llei de la Generalitat Valenciana 7/1998, de 16 de setembre de 1998, de Creació de l'Acadèmia Valenciana de la Llengua, encara que no es va constituir fins al 23 de juliol de 2001, en un acte presidit pel llavors President de la Generalitat, Eduardo Zaplana, en el Saló de les Corts del Palau de la Generalitat. Amb la reforma de l'Estatut d'Autonomia del 2006, l'AVL va quedar reconeguda com l'únic organisme competent en la regulació del valencià, així com una de les institucions estatutàries valencianes, quedant adscrita a Presidència, per la qual cosa té personalitat jurídica pròpia i exercix les seues funcions amb autonomia orgànica, funcional i pressupostària per a garantir la seua objectivitat i independència, encara que se li atribuïxen certes dependències del poder polític mitjançant els seus representants.
L'AVL té com a objecte determinar i elaborar la normativa lingüística del valencià a partir de les denominades Normes de Castelló, i per a això compta amb una sèrie d'acadèmics, fixats en 21, que van ser nomenats per les Corts Valencianes per un període de quinze anys, els quals s'ocupen de la gramàtica, la lexicografia, l'onomàstica, el foment de l'ús de la llengua, la documentació lingüística i literària, l'assessorament lingüístic i les publicacions. Les vacants que es produïsquen entre els acadèmics es cobrixen per cooptació interna.
Les decisions de l'AVL, en l'exercici de les funcions que li corresponen, hauran de respectar-les totes les institucions de la Generalitat, així com el conjunt d'administracions públiques, el sistema educatiu, i els mitjans de comunicació, entitats, organismes i empreses de titularitat pública o que compten amb finançament públic amb seu al País Valencià.
El mateix model de creació de l'Acadèmia Valenciana de la Llengua fa que la institució s'haja convertit en un lloc de trobada on conviuen les diverses sensibilitats lingüístiques que puguen representar els acadèmics, i on sempre s'ha buscat el consens més ampli possible a l'hora d'aprovar les qüestions importants que afecten el valencià.
En 2008 va començar a publicar una col·lecció de còmic en valencià dedicada a personatges històrics, com ara Jaume I (2008), Francesc Eiximenis (2009), Enric Valor, (2010), Teodor Llorente (2011), Sant Vicent Ferrer, valencià universal (2019), Carmelina Sánchez-Cutillas (2020), Vicent Andrés Estellés. La clau que obri tots els panys (2012), o Una excursió al Museu Joan Fuster (2022) entre d'altres.

## Seu
Fins a la construcció de les seues noves instal·lacions, l'Acadèmia Valenciana de la Llengua té la seua seu en el monestir de Sant Miquel dels Reis, seu també de la Biblioteca Valenciana, ubicat en el barri valencià dels Orriols, encara que pot tindre altres seus territorials o celebrar sessions en qualsevol municipi del País Valencià.

## Competències
Segons l'Estatut d'Autonomia de la Comunitat Valenciana, l'Acadèmia Valenciana de la Llengua és la institució de caràcter públic de la Generalitat que té per funció determinar i elaborar, si és el cas, la normativa lingüística del valencià, sent la seua normativa lingüística d'aplicació obligatòria en totes les administracions públiques del País Valencià.
Junt amb açò, les competències bàsiques de l'AVL queden arreplegades en Llei 7/1998 de la Generalitat Valenciana, i s'amplien en el Decret 158/2002, de 17 de setembre, pel qual s'aprova el Reglament de l'AVL, concretament en l'article número 2:
| « | «Article 2. Són competències de la AVL: a) Determinar la normativa oficial del valencià en tots els seus aspectes. b) Fixar, a sol·licitud de la Generalitat, les formes lingüístiques correctes de la toponímia i de la resta de l'onomàstica oficial de la Comunitat Valenciana, per a la seua aprovació oficial. c) Emetre i difondre informes o dictàmens i elaborar els estudis sobre la normativa i l'onomàstica oficial valenciana, ja siga a iniciativa pròpia o a requeriment de les institucions públiques de la Comunitat Valenciana. d) Estudiar el patrimoni literari i documental valencià. e) Vetlar per l'ús normal del valencià i defendre la seua denominació i entitat. f) Informar sobre l'adequació a la normativa lingüística de la AVL dels textos produïts per les institucions públiques o que requerisquen l'aprovació oficial, així com de la producció audiovisual de la Comunitat Valenciana. g) Elaborar i elevar al Consell de la Generalitat i a les Corts Valencianes una memòria anual en la qual, a més d'exposar les activitats de la institució durant l'exercici, s'arrepleguen les observacions i consells pertinents per a l'ús normal del valencià en qualsevol de les seues manifestacions. h) Aquelles que, dins de l'àmbit de les seues competències, li encarreguen el president de la Generalitat, les Corts Valencianes o el Govern Valencià.» | » |

## Acadèmics i acadèmiques
L'Acadèmia està composta per vint-i-un acadèmics —des de l'any 2011 únicament en són vint— que hauran de tindre la condició política de valencià i ser experts en valencià amb una acreditada competència científica i acadèmica, ser unes personalitats destacades de les lletres o de l'ensenyança en matèria lingüística, o tindre una producció reconeguda en el camp del valencià o la cultura valenciana. El càrrec és incompatible amb qualsevol càrrec parlamentari. Tampoc podran ser acadèmics els membres dels governs, els alts càrrecs de l'administració, i el personal al servici de l'AVL.
Els acadèmics van ser nomenats per les Corts Valencianes per un període de quinze anys. Després dels primers quinze anys de l'elecció, l'AVL procedirà, per cooptació dels vint-i-un membres, a la renovació d'un terç dels acadèmics. I, posteriorment, cada cinc anys es procedirà, de la mateixa manera, a la renovació d'un altre terç dels inicialment elegits o els seus substituts. El terç restant es renovarà cinc anys després de la segona renovació pel mateix procediment, i així successivament cada cinc anys.
En aplicació de la Llei de Paritat aprovada per les Corts l'octubre de 2017, en la inauguració del curs acadèmic 2020-2021 es va anunciar que es procediria a la renovació dels membres de la institució, un terç dels 21 acadèmics, dels quals –com la llei indica– «necessàriament seran 7 dones, fet que comportarà la paritat». L'elecció de les set noves acadèmiques es feu el 12 de març de 2021. Comportà la renúncia del mateix nombre d'acadèmics, decisió que s'havia pres per sorteig el mes de desembre. L'Acadèmia quedà constituïda amb deu dones i onze homes i les noves acadèmiques prengueren possessió dels càrrecs el 16 de juny de 2021.

### Acadèmics i acadèmiques actuals
Els membres de l'Acadèmia, a 16 de juny de 2021, són els següents:
| - Rosa Agost i Canós - Artur Ahuir i López - Àngel Vicent Calpe Climent - Verònica Cantó Doménech - Immaculada Cerdà Sanchis - Jordi Colomina i Castanyer - Ramón Ferrer Navarro - Maria Àngels Francés Diez - Àngels Gregori i Parra - Carme Manuel Cuenca - Maria-Josep Marín Jordà | - Josep Martines Peres - Joan Francesc Mira i Casterà - Brauli Montoya - Sandra Montserrat i Buendía - Josep Palomero Almela - Joan Rafael Ramos Alfajarín - Abelard Saragossà i Alba - Vicenta Tasa Fuster - Tudi Torró i Ferrero - Alfons Vila Moreno |

### Antigues acadèmiques i acadèmics
| - Rafael Alemany Ferrer - Ramon Arnau i Garcia - Alfred Ayza Roca - Carme Barceló Torres - Ricard Bellveser Icardo - Emili Casanova Herrero - Francesc Xavier Casp Vercher - Josep Lluís Doménech Zornoza - Antoni Ferrando Francés - Ascensió Figueres Górriz - Vicent Gascon i Pelegrí | - Joan Alfons Gil Albors - Marisol González Felip - Maria Isabel Guardiola Savall - Albert-Guillem Hauf i Valls - Lluís Bartomeu Meseguer Pallarés - Carme Miquel i Diego - Eduard Mira Gonzàlez - Miquel Navarro Sorní - Pere Maria Orts i Bosch - Manuel Pérez Saldanya - Honorat Ros i Pardo |

## Medalla d'Honor
Des de l'any 2015, l'Acadèmia Valenciana de la Llengua reconeix amb la Medalla d'Honor, la màxima distinció acadèmica a les persones que han destacat al llarg de la seua trajectòria per la seua dedicació i contribució a la difusió de la cultura i la llengua dels valencians.
Els guardonats han estat:
- 2019 Ramon Lapiedra i Civera i Rosa Serrano i Llàcer[16][17][18][19]
- 2018 Rafael Ninyoles Monllor[20]
- 2017 Joseph Gulsoy[21]
- 2016 Germà Colón[22]
- 2015 Pere Maria Orts i Bosch[23]

## Òrgans
Segons la Llei 7/1998 i el Decret 158/2002, l'Acadèmia Valenciana de la Llengua compta amb dos òrgans de govern col·legiats, el Ple i la Junta de Govern, i un òrgan unipersonal, el President. A pesar d'açò, tal com arreplega la normativa que regula l'AVL, a més d'aquests òrgans l'AVL ha d'estructurar-se en comissions i seccions, que són òrgans de treball, al mateix temps que també ha de comptar amb un vicepresident i amb un secretari, els quals són considerats com altres òrgans unipersonals. D'aquesta manera l'organigrama definitiu de l'AVL quedaria de la manera següent:
1. Òrgans unipersonals: 
  1. la Presidència
  2. la Vicepresidència
  3. la Secretaria
2. Òrgans col·legiats:
  1. el Ple
  2. la Junta de Govern
  3. els òrgans de treball

## Acords i resolucions més importants
Inicialment, per a partir d'una base fins que l'acadèmia acabe gramàtiques, diccionaris i d'altres normes, el referent normatiu oficial del valencià va ser aprovat en els acords plenaris del 25 de març i del 20 de maig del 2002. D'acord amb estos acords, el referent normatiu oficial del valencià és, a tots els efectes, el conjunt de criteris ortogràfics, gramaticals i lèxics usats en els texts i documents oficials de la Conselleria de la Generalitat Valenciana responsable de l'aplicació i desplegament de la Llei d'Ús i Ensenyament del Valencià des de l'aprovació d'esta llei (1983) fins al 25 de març del 2002. És a dir, que indirectament es fa oficial la normativa establerta per l'Institut Interuniversitari de Filologia Valenciana (IIFV), i, per tant, la de l'Institut d'Estudis Catalans (IEC).
Més tard, sobre el nom de la llengua, l'AVL ha declarat el desembre de 2003 que la denominació de valencià és tradicional, històrica, legal, estatutària i, per tant, la més adequada al marc institucional. A més, esta denominació no és incompatible ni ha d'entrar en contradicció amb altres denominacions també tradicionals, històriques i legals, que rep la llengua pròpia dels valencians. El nom de la llengua i la seua naturalesa no han de ser objecte de polèmiques inútils ni de cap classe d'instrumentalització cultural, social ni política, ja que això només contribuïx a fomentar la desunió entre els parlants, a dificultar la promoció del seu ús i a obstaculitzar la seua normalitat plena. La diversitat onomàstica del valencià no pot servir de base a iniciatives que projecten una imatge fragmentada del sistema lingüístic que els valencians compartim amb altres territoris. Les iniciatives que adopten els poders públics per a difondre el valencià fora del nostre àmbit lingüístic tenen tot el reconeixement de l'AVL. En tot cas, estes han de garantir la difusió de la nostra peculiaritat idiomàtica i s'han d'ajustar a criteris conceptuals i onomàstics de caràcter integrador.
Al final de 2004 va esclatar una important polèmica mediàtica per la ingerència del govern valencià en un ple de desembre de 2004 al qual es volia aprovar un dictamen sobre el nom i l'entitat de la llengua, en el qual es ratificava amb més claredat la unitat de la llengua i es proposava la denominació valencià/català per a fora de les fronteres del País Valencià. Este dictamen, que tenia el suport de gran part dels acadèmics, però no tots, va ser retirat. La polèmica va durar fins que finalment, el 9 de febrer de 2005, l'acadèmia va refer el dictamen sense la proposta sobre el nom de la llengua, reiterant-se en la unitat de la llengua que comparteix amb Catalunya, les Illes Balears i d'altres territoris, tot i que la considera una llengua policèntrica, en què l'AVL s'autoproclama com ens normatiu, al mateix nivell que d'altres de la mateixa llengua, com l'Institut d'Estudis Catalans o la Universitat de les Illes Balears. Aquest darrer dictamen s'aprovà per unanimitat.
L'Acadèmia Valenciana de la Llengua, mitjançant la publicació el 2006 de la Gramàtica Normativa Valenciana i el Diccionari Ortogràfic i de Pronunciació del Valencià, ha complert dos dels principals objectius fixats en la seua Llei de creació. Encara que manté la codificació normativa procedent de l'evolució de les Normes de Castelló i no ha acceptat cap de les variants ortogràfiques de les Normes del Puig, sí que n'ha acceptat alguns dels usos gramaticals i lèxics més significatius, donant fins i tot preferència a alguns d'ells (com l'ús de este, eixe enfront de aquest, aqueix; dos tant per al masculí com per al femení; mentres enfront de mentre; o mitat enfront de meitat). Fins i tot s'han acceptat les formes bellea, pobrea, riquea, etc. (ja existents en la llengua clàssica, però no acceptades fins ara per la normativa oficial) al costat de bellesa, pobresa, riquesa; o l'ús de la variació masculí-femení en el sufix -iste/-ista, així com una gran quantitat de vocabulari no acceptat en diccionaris normatius anteriors. Les esmentades «concessions» han mogut alguns sectors culturals i del professorat, partidaris de la unitat de la llengua, a acusar l'Acadèmia Valenciana de la Llengua de «promoure la disgregació de la llengua».
En contrast amb esta posició populista d'alguns sectors, el juliol de 2013, l'Acadèmia reafirma l'origen comú de la llengua dels valencians a les Corts enfront d'una proposició no de llei en què el Partit Popular valencià pretenia suggerir a la Reial Acadèmia Espanyola que distingira el valencià del català.
El 2016, es publica el Diccionari normatiu valencià.
El 13 de juny de 2018, l'Acadèmia anuncià en una nota de premsa que havia aprovat la simplificació dels accents diacrítics, a fi d'evitar divergències amb la normativa de l'IEC, arran de la reforma ortogràfica que la institució catalana dugué a terme en 2016.